# Ion Profir
Ion Profir (n. 2 aprilie 1963, Brănești) a jucat pe postul de mijlocaș. A marcat singurul gol în victoria Oțelulului în fața echipei Juventus Torino, din primul tur al Cupei UEFA.

### Activitate
- FCM Galați (1980-1981)
- Victoria Tecuci (1981-1982)
- Olimpia Râmnicu Sărat (1983-1985)
- Gloria Buzău (1985-1988)
- Oțelul Galați (1988-1992)
- WAC Casablanca (1992-1993)
- FC Selena Bacău (1992-1993)
- Ceahlăul Piatra Neamț (1993-1994)
- Ceahlăul Piatra Neamț (1994-1995)